# Yoel Romero
Yoel Romero Palacio (Pinar del Río, 30 april 1977) is een Cubaans MMA-vechter en worstelaar.

## Carrière

### Worstelen
Romero begon met worstelen in de jaren 1990 en kwam uit voor zijn land Cuba op de wereldkampioenschappen worstelen in de gewichtsklasse 85 kg. Hij had zijn eerste grote internationale succes in 1998 en behaalde de 3e plaats op het Wereldkampioenschap Freestyle. Een jaar later won hij al het wereldkampioenschap.
In 2000 nam hij deel aan de Olympische Spelen in Sydney. Hij won de zilveren medaille en verloor enkel van de Rus Adam Sajtijew in het lichtzwaargewichttoernooi.
In de jaren daarna werd hij tweemaal wereldkampioen (2002, 2005) en kampioen van de Pan-Amerikaanse Spelen 2003. In zijn tweede Olympische deelname in 2004 behaalde hij de vierde plaats. Verder won hij vijf keer het Pan-Amerikaanse kampioenschap. 
In 2007 ontsnapte Romero van het nationale team tijdens een competitie in Duitsland en keerde niet terug naar Cuba. Hij vestigde zich permanent in Neurenberg. Hij verdiende de kost als worstelcoach. Later voegden zijn vrouw en dochter zich daar bij hem.

### Mixed martial arts
In december 2009 maakte hij zijn professionele MMA-debuut op 32-jarige leeftijd. Binnen anderhalf jaar won hij vier gevechten op rij. In juli 2011 tekende hij een contract bij Strikeforce, destijds de op één na grootste MMA-organisatie. Hij maakte zijn debuut op 9 september tegen voormalig Strikeforce-lichtzwaargewichtkampioen Rafael Cavalcante. De Cubaan verloor door een knock-out in de tweede ronde. 
Ondanks deze nederlaag tekende hij een contract bij de Ultimate Fighting Championship (UFC). Hij maakte zijn debuut op 20 april 2013 en schakelde Clifford Starks uit met een gesprongen knie. In 2014 versloeg hij achtereenvolgens Derek Brunson (TKO), Brad Tavares (beslissing) en Tim Kennedy (TKO). In 2015 won hij van Lyoto Machida (KO) en Ronaldo Souza (beslissing). In november 2016 won hij van voormalig UFC-middengewichtkampioen Chris Weidman op knock-out door een gesprongen knie in de derde ronde.
Op 8 juli 2017 nam Romero het op tegen de Australiër Robert Whittaker voor het interim-middengewichtkampioenschap. Hij verloor middels een unanieme jurybeslissing. In februari 2018 sloeg hij Luke Rockhold KO in de derde ronde. In juli 2018 kreeg hij weer een kans op de titel tegen Whittaker, maar kon het verplichte gewichtslimiet niet behalen. Het gevecht ging door zonder aanspraak op de titel en Romero verloor middels een verdeelde jurybeslissing. Vervolgens verloor hij ook van Paulo Costa en een titelgevecht tegen Israel Adesanya in 2020.